# Mystroceros rouyeri
Mystroceros rouyeri är en skalbaggsart som beskrevs av Oliver Erichson Janson 1907. Mystroceros rouyeri ingår i släktet Mystroceros och familjen Cetoniidae. Inga underarter finns listade i Catalogue of Life.